# У освит задњег дана
У освит задњег дана је први албум горњомилановачке рок-групе Бјесови. Издат је само као музичка касета.

## Списак песама
- А1. Зашто ово не би била љубав
- А2. Џорџија
- А3. Мислим на њу
- А4. Он је сам
- A5. Мени не треба љубав
- B1. Дођи
- B2. Вуле Буле
- B3. Док постојим
- B4. Жеља
- B5. Зли дуси

## Чланови групе
- Зоран Маринковић - Маринко: глас
- Горан Марић - Макс: глас
- Предраг Дабић: гитара
- Зоран Филиповић: гитара
- Божидар Танасковић - Танаско: бас гитара
- Горан Угарчина - Уго: бубњеви

### Гости
- Дејан Маринковић: глас у "Он је сам"
- Никола Славковић: гитарски соло у "Док постојим"
- Владимир Весовић - Фладот: гитарски соло у "Злим дусима"

## Остало
- Сниматељ и продуцент: Игор Боројевић
- Дизајн омота: Зоран Маринковић
- Фотографија: Бориша Павловић и Драган Маринковић
- Снимљено и миксано у студију О у Београду, октобра 1990.